# Escut d'Àlaba

Disseny oficial d'ús actual de la Diputació Foral.

La versió actual de l'Escut d'Àlaba va ser aprovada per la Norma Foral 14/93, de 5 de maig de 1993, sobre la Bandera, l'Escut del lurralde d'Àlaba i el Logotip comunicacional de la Diputació Foral. Té la següent descripció heràldica:
| «                     | En or, sobre un camp verd, una roca, en el seu color, sumada d'un castell emmerletat, maçonat de sabre i aclarit d'atzur i de la roca del qual surt un braç, armat amb una espasa d'atzur, sinistrat d'un lleó rampant de gules; sobre la fulla de l'espasa una cinta d'atzur i en lletres d'or amb la llegenda “JUSTÍCIA”. Bordura d'atzur i en lletres d'or la llegenda EN AUMENTO DE LA JUSTICIA CONTRA MALHECHORES”, tot timbrat de la Corona Ducal. | » |
| — Norma foral 14/1993 | |   |

## Història

Disseny amb precisions de la tradició heràldica.

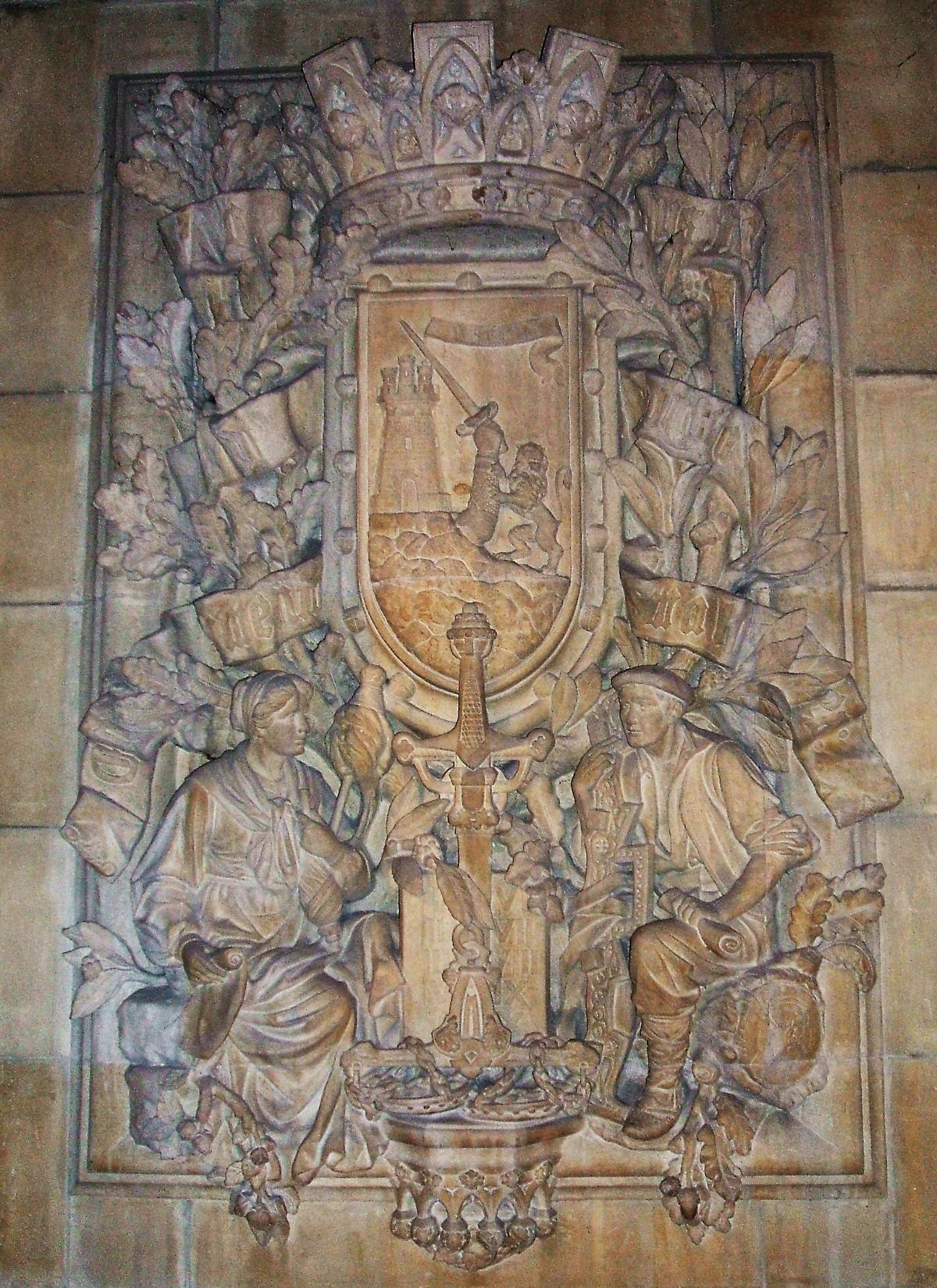
Relleu amb l'escut d'Àlaba al trasaltar de la Catedral de María Inmaculada de Vitòria.

L'escut té el seu origen en les Germandats d'Àlaba, i es tenen referències d'això, en forma de segell o d'escut, des del segle xv, així com documents que acrediten el seu ús els segles xvii, xviii i xix.
Un document del segle xvii d'un veí de Portilla (actual municipi de Zanbrana), esmenta el segell de la localitat, assenyala que s'usava des del segle xiii i que es descriu de manera molt similar al d'Àlaba: «Un cingle, en el seu cim una torre acastellada, i en l'altura d'ella, un braç amb espasa a la seva mà desembeinada. I al peu de la torre un lleó, que estrebant sobre els seus peus, tira les mans a ella». Altres pobles i viles del poble usarien també aquests segells mentre que s'acollien al fur de Portilla, i posteriorment, fur de Soportilla.
Per tant, es pot considerar que l'escut foral procedia directament de l'original de la localitat de Portilla, en el qual el castell representat era el Castell d'Ocio. De la mateixa opinió era l'erudit de Vitòria Eduardo Velasco y López de Cano que va ser president de la Diputació alabesa entre 1905 i 1909, en el seu article 'Información sobre el escudo de armas de la Provincia de Alava'.
El segell i escut apareix de diverses formes i en esmalts diversos. El braç armat sorgeix sovint del cingle o roca, encara que algunes vegades ho feia des d'una finestra del castell. El lleó, per la seva banda, pot atacar o no al braç armat, i fins i tot (puntualment) dona l'esquena al braç, que apareix contornat en el mateix camp, així com (també puntualment) no aparèixer. La llegenda «Justicia» apareix tardanament (segle xviii), i el lema de la bordura es va ampliar. Inicialment, les Germanors d'Àlaba havien usat un escarit «Justicia contra malhechores», ampliant-se probablement ja a inicis del segle xvi amb el text «En augment de», amb la puixança dels «Caballeros fijosdalgo de la Junta de Elorriaga, que estavan en hermandad y unión con las otras hermandades de Álava», per tant, possiblement amb l'ampliació de la institució, que donaria forma al territori alabès. De totes maneres, el lema primitiu va venir usant-se i coexistint durant més temps.
La corona ducal apareix en el primer gravat de l'escut, de 1671, acompanyant a l'escut, a part del timbre, de llances, banderes i canons.
És probable que els mobles heràldics del lleó i el castell s'introduïssin per la influència dels regnes de Castella i Lleó, perquè ja Ferran III usava un escut amb ambdues figures i l'escut de Portilla data de la mateixa època. El seu significat seria, segons Velasco, concorde al tradicional: els castells simbolitzarien l'autoritat defensiva i els lleons els atacants del territori; i les llegendes afegides posteriorment així semblen confirmar-ho, com també la disposició del braç armat.

## Escut del Diputat General d'Àlaba
L'article 7, sota el títol «De l'escut del Diputat General d'Àlaba», de la mateixa norma foral que descriu la bandera i escut de la província foral, descriu també l'escut de la màxima autoritat de la Institució:
| « | Al Diputat General li correspon la utilització de l'Escut del Territori Històric d'Àlaba envoltat de sis banderes i sobre elles quatre estendards, la meitat a cada costat, en color carmesí, una punta de llança i una alabarda de sabre i en punta dos canons creuats, així mateix, de sabre. | » |